# Томас Райнек
Томас Райнек (нім. Thomas Reineck; 18 листопада 1967, Клаусдорф) — німецький весляр-байдарочник, виступав за збірну Німеччини у другій половині 1980-х — першій половині 1990-х років. Дворазовий олімпійський чемпіон, п'ятиразовий чемпіон світу, багаторазовий переможець і призер першостей національного значення. Також відомий як спортивний функціонер, президент асоціації каное Північного Рейну-Вестфалії.

## Життєпис
Томас Райнек народився 18 листопада 1967 року в селищі Клаусдорф (федеральна земля Шлезвіг-Гольштейн). Активно займатися веслуванням почав у дванадцять років, проходив підготовку в асоціації каное міста Ессена. Першу медаль серед юніорів здобув уже 1985 року, вигравши юнацький чемпіонат світу.
Першого серйозного успіху на дорослому міжнародному рівні досягнув у сезоні 1986 року, коли потрапив до основного складу німецької національної збірної і побував на чемпіонаті світу в Монреалі, звідки привіз бронзову  нагороду, яку він виграв у заліку чотиримісних екіпажів на дистанції 500 метрів. Рік по тому повторив це досягнення на світовій першості в Дуйсбурзі, крім того, взяв тут бронзу в четвірках на десяти кілометрах. Завдяки низці вдалих виступів удостоївся права захищати честь країни на літніх Олімпійських іграх 1988 року в Сеулі — разом з партнерами по команді Гільбертом Шнайдером, Райнером Шоллем і Дірком Йоештелем зумів вийти у фінальну стадію кілометрової програми четвірок, але у вирішальному заїзді фінішував лише шостим.
1991 року на чемпіонаті світу в Парижі в складі екіпажу, куди також увійшли веслярі Олівер Кегель, Детлеф Гофман і Андре Воллебе, Райнек завоював одразу три медалі в трьох дисциплінах байдарок-четвірок, у тому числі дві золоті на п'ятистах і десяти тисячах метрів, і срібну на кілометрі (у фіналі поступився команді Угорщини). Бувши одним з лідерів збірної об'єднаної Німеччини, успішно пройшов кваліфікацію на Олімпійські ігри 1992 року в Барселоні, де цього разу обігнав в кілометровій дисципліни четвірок всіх своїх суперників і виграв золоту олімпійську медаль. В складі його команди крім Кегеля і Воллебе був Маріо фон Аппен.
Ставши олімпійським чемпіоном, Райнек залишився в основному складі національної збірної і продовжив брати участь у найбільших міжнародних регатах. Так, у 1993 році виступив на чемпіонаті світу в Копенгагені і знову виграв медалі у трьох дисциплінах чотиримісних байдарок: срібло на п'ятистах метрах, золото на кілометрі та на десяти кілометрах. Через рік на світовій першості в Мехіко змушений був задовольнитися однією бронзовою нагородою у заліку K-4 1000 м, у фіналі програв командам Росії та Польщі. Наступного сезону на аналогічних змаганнях у Дуйсбурзі тричі піднімався на п'єдестал пошани: здобув бронзу на двохстах метрах, срібло на п'ятистах і золото на тисячі, ставши таким чином п'ятиразовим чемпіоном світу.
Пізніше пройшов відбір на Олімпійські ігри 1996 року в Атланті, де повторив успіх чотирирічної давнини, разом з партнерами по команді Детлефом Хофманом, Олафом Вінтером і Марком Цабелем був найкращим у четвірках на дистанції 1000 метрів. Невдовзі після Олімпіади Томас Райнек вирішив завершити кар'єру професійного спортсмена. Нині з сім'єю проживає в місті Фельберті, працює інженером у компанії, що займається обслуговуванням комунального господарства. Від 2007 року займає посаду президента Асоціації каное землі Північна Рейн-Вестфалія.